# Фердинанд Фридрих Лудолф фон Алвенслебен
Фердинанд Фридрих Лудолф фон Алвенслебен (на немски: Ferdinand Friedrich Ludolf Graf von Alvensleben; * 23 януари 1803, Изеншнибе в Гарделеген; † 11 юли 1889, Еркслебен) е от 1840 г. граф от род Алвенслебен в Еркслебен I и Аймерслебен в Алтмарк, Саксония-Анхалт, член на пруския Херенхауз, от 1853 г. сеньор на „бялата линия“ на рода, от 1856 г. шеф на цялата фамилия.

## Биография
Той е вторият син на Валентин Йоахим фон Алвенслебен (1752 – 1827) и съпругата му Доротея Фридерика Августа Шенк фон Флехтинген (1769 – 1850), която по-късно е главна дворцова майсторка. Внук е на Фридрих Август фон Алвенслебен (1703 – 1783), господар в Изеншнибе и Еркслебен, княжески вюртембергски главен дворцов майстер/маршал, и София Доротея фон Алвенслебен (1715 – 1788). По-големият му брат е граф Фридрих Вилхелм Август фон Алвенслебен-Изеншнибе (1798 – 1853).
Фердинанд Фридрих Лудолф получава частни уроци, след това учи в манастир „Унзер Либен Фрауен цу Магдебург“, следва в лесно- и ловна академия в Драйсигакер при Майнинген.
През 1822 г. той е доброволец в батальон и през 1823 г. става офицер. През 1828 г. напуска и поема управлението на получените му чрез жребии рицарски имения Еркслебен I и Аймерслебен и става граф на 15 октомври 1840 г. След смъртта на брат му Фридрих Вилхелм Август през 1853 г. той става сеньор на бялата линия на рода, от 1856 г. шеф на цялата фамилия.
На 16 декември 1854 г. става доживотен член на „Пруския Херенхауз“. През 1879 г. е таен съветник с титлата „ексценец“ и почетен рицар на „Йоанитския орден“.

## Фамилия
Фердинанд Фридрих Лудолф фон Алвенслебен се жени на 25 септември 1829 г. в Примерн за Луиза Тереза Паулина фон дер Шуленбург-Примерн (* 5 февруари 1810, Примерн; † 27 септември 1882, Еркслебен), дъщеря на Леополд Вилхелм фон дер Шуленбург (1772 – 1838) и Юлиана Шарлота фон Кирхбах (1785 – 1873). Те имат 9 деца:
- Вернерина фон Алвенслебен (* 11 август 1831, Еркслебен; † 5 юли 1882, Грос-Мьолен), омъжена на 23 октомври 1856 г. в Еркслебен за Фридрих Лудвиг Август Валентин фон Масов († 7 август 1870); техният най-голям син Фридрих (1865 – 1924) се жени на 7 юли 1888 г. в Нойхалденслебен за Катарина фон Алвенслебен (1870 – 1941), третата дъщеря на нейния брат Фриц
- Фридрих Йоахим фон Алвенслебен /Фриц (* 10 ноември 1833, Еркслебен; † 26 декември 1912, Ница), женен на 22 юли 1863 г. в Поплиц за Клара Елизабет фон Крозигк (* 5 юни 1844, Наумбург; † 16 юни 1916, Мюнхен); имат 4 дъщери
- Фридрих Йохан фон Алвенслебен (* 9 април 1836, Еркслебен; † 16 септември 1913, Еркслебен), дипломат, женен на 14 май 1897 г. в Берлин за Паулина Берта фон Роедер (* 5 януари 1842, Женева; † 15 август 1914, Франкфурт на Майн); нямат деца
- Фридрих Вернер фон Алвенслебен (* 27 февруари 1838, Еркслебен; † 8 февруари 1912, Берлин), 1887 полковник, женен на 18 септември 1862 г. в Гартроп за фрайин Хермина фон Нагел (* 25 април 1843; † 16 февруари 1901); имат двама сина и една дъщеря
- Мария фон Алвенслебен (* 25 септември 1839, Еркслебен; † 25 януари 1930, Нойбабелсберг), омъжена на 26 октомври 1858 г. в Еркслебен за Едмунд фон Латорф († 27 юли 1900, Берлин)
- Маргарета фон Алвенслебен (* 31 октомври 1840, Еркслебен; † 17 април 1899, Хайлигенграбе), от февруари 1893 г. абатиса на манастир Хайлигенграбе.
- Гертруд фон Алвенслебен (* 4 март 1842, Еркслебен; † 20 февруари 1925, Амстердам), омъжена на 2 ноември 1869 г. в Еркслебен за Франсоаз ван Бевервоорден (* 24 януари 1821, Гронинген; † 20 февруари 1908, Цайст)
- Фридрих Гебхард фон Алвенслебен (* 12 септември 1843, Еркслебен; † 2 юли 1906, Баленщет), майор 1888 г., женен на 28 юни 1883 г. в Амстердам за Хелена Кристина Мария Франсоаза ван Бевервоорден тот Олдемойле (* 9 юни 1862), заварена дъщеря на сестра му Гертдуд, нямат деца
- Фридрих Албрехт фон Алвенслебен (* 23 юни 1850, Еркслебен; † 11 юни 1919, Магдебург), неженен, от 1913 г. сеньор на бялата линия и се мести в Магдебург